# Conjunto Arquitetônico e Paisagístico de Cachoeira
O Conjunto Arquitetônico e Paisagístico de Cachoeira são edificações localizadas em Cachoeira, município do estado brasileiro da Bahia. Foi tombado pelo Instituto do Patrimônio Histórico e Artístico Nacional (IPHAN) em 1971, através do processo de número 843. Situada à margem esquerda do rio Paraguassu, e distando 100 km de Salvador, a cidade foi erigida em Monumento Nacional pelo Decreto Lei nº 68.045, de 13 de janeiro de 1971.

## História
O primeiro assentamento surgiu ainda no século XVII, em torno da casa grande e capela de um engenho. No mesmo século, funda-se o convento Carmelita, e em 1693, o povoado é elevado à vila, denominada N. Sra. do Rosário do Porto de Cachoeira. O período de maior desenvolvimento ocorre nos séculos XVIII e XIX, quando são feitas a maioria das construções que compõem o conjunto.
A vila, que passou a ser chamada de Vila de Cachoeira em 1832, e foi elevada à categoria de cidade em 1937, teve papel ativo em diversos momentos históricos do país. A cidade participou dos movimentos de emancipação do Brasil, com a formação dos batalhões patrióticos liderados pelo Barão de Belém (Rodrigo Antônio Falcão Brandão) e Maria Quitéria de Jesus (a mulher-soldado). Em 1822, Cachoeira proclamou o Príncipe D. Pedro I como Regente, e foi a sede do Governo Provisório do Brasil. A cidade foi sede do governo mais uma vez, em 1837, por ocasião da Revolta da Sabinada.
Foi tombado pelo IPHAN em 1971, recebendo tombo arqueológico, etnográfico e paisagístico (Inscrições 49/1971).

## Arquitetura

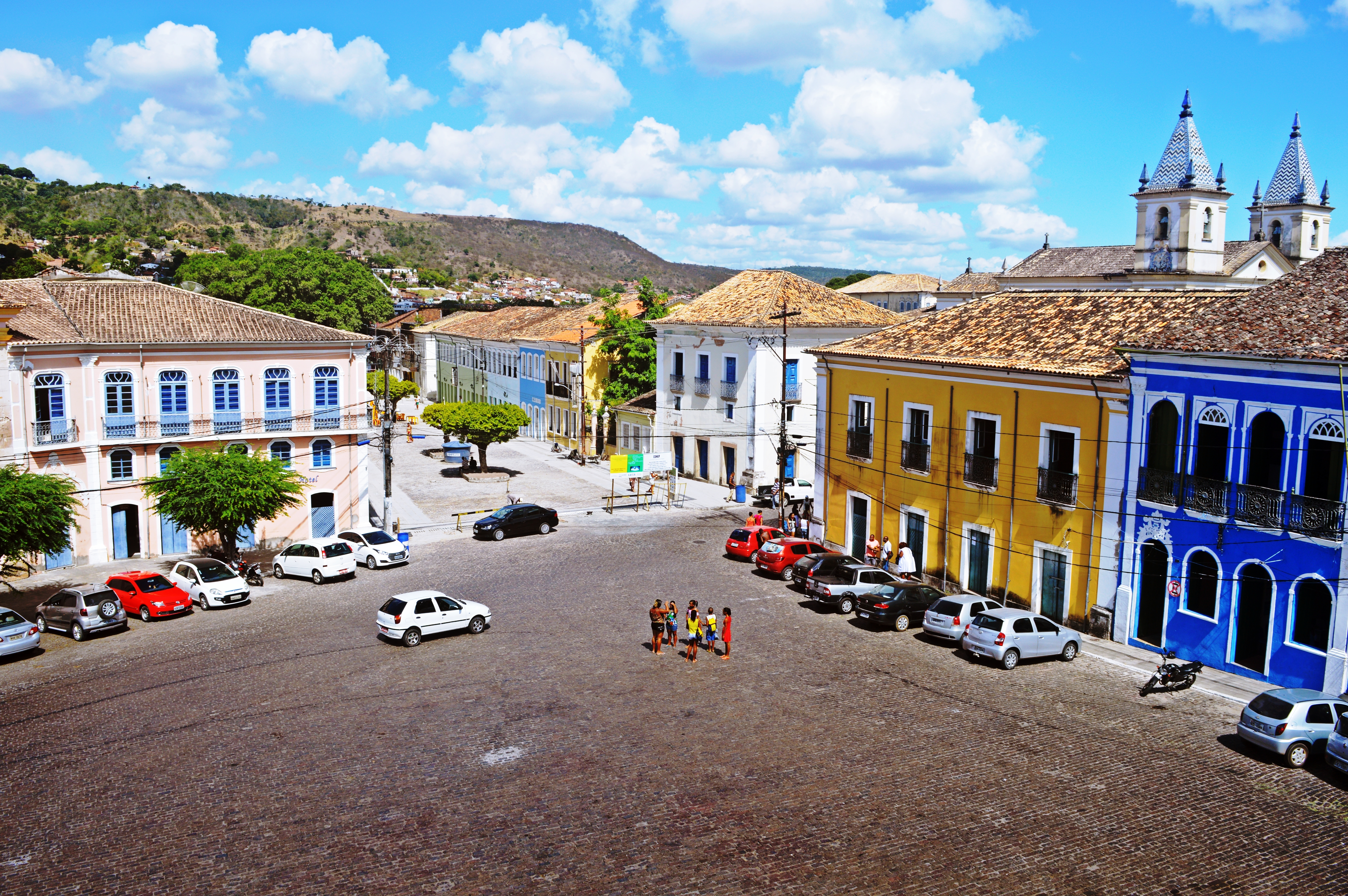
Vista de parte do casario histórico a cidade de Cachoeira

A cidade tem uma tipologia simples, mononuclear, desenvolvida segundo uma matriz linear paralela ao rio, com trama de ruas irregulares, que se acomodam à topografia local. Os largos, praças e construções de maior destaque encontram-se nas partes mais elevadas da cidade. O conjunto arquitetônico, formado na sua maioria por edifícios do século XVIII e XIX, caracteriza-se pela unidade tipológica e figurativa, devido em larga escala à tendência neoclássica.
Considerada a maior expressão do barroco do Recôncavo Baiano, a área tombada possui aproximadamente 670 edificações. Além do amplo acervo colonial, outros marcos culturais são a Ponte D. Pedro II (estrutura de ferro), o mercado, a ferrovia e a hidrelétrica.

## Monumentos e espaços públicos
Entre os principais monumentos e espaços públicos tombados estão:
- Conjunto do Carmo
- Convento de Santo Antônio de Paraguaçu (igreja e ruínas)
- Lavabo do Convento de Santo Antônio de Paraguaçu
- Igreja Matriz Nossa Senhora do Rosário
- Paço Municipal (Casa de Câmara e Cadeia)
- Chafariz Público (Chafariz da Praça Dr. Aristides Milton)
- Casa natal de Ana Nery
- Jardim do Hospital São João de Deus
- Engenho Embiara
- Engenho Vitória (sobrado, capela, crucifixo, senzala e banheiro)
- Solar Estrela (sobrado à Rua Ana Nery, nº 1)
- Sobrado à Praça da Aclamação